# Liste der Kulturdenkmäler in Niedererbach
In der Liste der Kulturdenkmäler in Niedererbach sind alle Kulturdenkmäler der rheinland-pfälzischen Ortsgemeinde Niedererbach aufgeführt. Grundlage ist die Denkmalliste des Landes Rheinland-Pfalz (Stand: 21. Dezember 2021).

## Einzeldenkmäler
| Bezeichnung                           | Lage                              | Baujahr                     | Beschreibung | Bild                           |
| ------------------------------------- | --------------------------------- | --------------------------- | --- | ------------------------------ |
| Kreuze                                | Bergstraße, auf dem Friedhof Lage | um 1900                     | gusseisernes Kruzifix, Ende des 19. oder Anfang des 20. Jahrhunderts; steinernes Balkenkreuz                          | Fotos hochladen                |
| Katholische Pfarrkirche St. Katharina | Bergstraße 10a Lage               | 1906                        | neuromanische zweischiffige Emporenbasilika, Bruchstein, 1906, romanischer Westturm; Bildstock, bezeichnet 1785       | weitere Bilder Fotos hochladen |
| Wohnhaus                              | Bornstraße, neben Nr. 2 Lage      | 18. Jahrhundert             | Fachwerkhaus, teilweise massiv, 18. Jahrhundert                                                                       | Fotos hochladen                |
| Wohnhaus                              | Brückenstraße 3 Lage              | 17. oder 18. Jahrhundert    | Fachwerkhaus, teilweise massiv, 17. oder 18. Jahrhundert                                                              | Fotos hochladen                |
| Scheune                               | Gartenstraße 8 Lage               |                             | Fachwerkscheune | BW                             |
| Wohnhaus                              | Gartenstraße 11 Lage              |                             | Fachwerkhaus, teilweise massiv                                                                                        | Fotos hochladen                |
| Wohnhaus                              | Hahnstraße 1 Lage                 |                             | Fachwerkhaus, teilweise massiv                                                                                        | Fotos hochladen                |
| Mühle                                 | Hahnstraße 6 Lage                 | um 1900                     | ehemalige Mühle; Backsteinbau, um 1900, Fachwerk-Nebengebäude                                                         | Fotos hochladen                |
| Rathaus                               | Mittelstraße 6 Lage               | Anfang des 19. Jahrhunderts | ehemaliges Tagelöhnerhaus; verschiefertes Fachwerkhaus, Anfang des 19. Jahrhunderts, 2008–10 saniert                  | Fotos hochladen                |
| Wohnhaus                              | Mittelstraße 15 Lage              | 17. oder 18. Jahrhundert    | Fachwerkhaus, teilweise massiv, 17. oder 18. Jahrhundert                                                              | Fotos hochladen                |
| Hofanlage                             | Obererbacher Straße 1 Lage        | 17. Jahrhundert             | schlichtes Fachwerk-Anwesen mit verputztem Wohnhaus, im Kern aus dem 17. Jahrhundert                                  | Fotos hochladen                |
| Eisenbahnbrücke                       | westlich des Ortes Lage           | 1882–84                     | sechsbogige Talbrücke der Bahnstrecke Limburg-Staffel–Siershahn über das Sandbachtal, Quadermauerwerk, erbaut 1882–84 | weitere Bilder Fotos hochladen |